# Pseudhammus longicornis
Pseudhammus longicornis là một loài bọ cánh cứng trong họ Cerambycidae.